# Аркадный автомат
Арка́дный автома́т (arcade machine, coin-op) — стойка с аппаратурой для запуска игр, обычно аркадного жанра, устанавливаемая в общественных местах, игровых залах и т. д. Многие известные компьютерные игры впервые появились на игровых автоматах и лишь спустя некоторое время были портированы на приставки и домашние компьютеры. С другой стороны, игровые автоматы иногда собираются на основе обычных компьютеров и игровых приставок.
«Золотой век» аркадных видеоигр обычно определяется как период с конца 1970-х и до середине 1980-х годов. За исключением краткого возрождения в начале 1990-х, аркадная индустрия на Западе в целом пришла в упадок. Она не смогла противостоять рынку домашних игровых приставок, таких как Sony PlayStation, Microsoft Xbox и Nintendo, которые увеличивали свои графические и игровые возможности и снижали стоимость. На Востоке индустрия аркадных игр всё ещё удерживает свои позиции, там до сих пор популярны крупные центры аркадных автоматов последних поколений.

## Детали аркадного автомата
Аркадные автоматы могут сильно различаться по конструкции в зависимости от игр, для которых они предназначены, и некоторые автоматы могут содержать не всё нижеперечисленное:
- Дисплей, на котором отображается игровой процесс. Может быть растровым или, реже, векторным. Дисплей, как правило, имеет телевизионную частоту строк и разрешение по вертикали от 262.5 до 315 строк, в зависимости от кадровой частоты (обычно от 50 до 60 Гц). Дисплей может располагаться горизонтально или вертикально. Некоторые автоматы имеют более одного дисплея. Изредка встречаются игровые автоматы, в которых электронный дисплей заменен на прозрачное стекло, за которым находится имитация игрового поля, обычно интерактивная (например море, по которому механически движутся фигуры кораблей), или на перископ подводной лодки и т. п.
- Печатные платы — аппаратное обеспечение, на котором работает игра. Располагаются внутри корпуса автомата и не видны.
- Источник питания постоянного тока, запитывающий платы и низковольтные лампы подсветки.
- Вывеска над дисплеем, содержащая название игры. Обычно напечатана яркими красками и подсвечена.
- Рамка вокруг дисплея, содержащая инструкции к игре или художественное оформление.
- Панель управления — плоская и горизонтальная (удобная для складывания монет) поверхность перед дисплеем, на которой расположены устройства управления. Иногда содержит инструкции к игре.
- Щель монетоприёмника/прорезь для считывания магнитной карты, щель возврата монет и дверца бункера для монет. Могут работать с монетами или жетонами, а также со специальными магнитными картами. Расположены, как правило, ниже панели управления. Кнопка возврата монет обычно располагается между щелью монетоприёмника и щелью возврата монет.

В большинстве случаев игровой автомат оформляется в соответствии с запускаемой на нём игрой, для этого используются рисунки краской и наклейки.

## Типы корпусов
У игровых автоматов существует много разновидностей корпуса («кабинета»), некоторые из них разработаны для одной конкретной игры. Самыми распространёнными типами корпуса являются вертикальный (upright), горизонтальный (cocktail, table) и сидячий (sit-down).

### Вертикальный корпус
Наиболее используемый тип корпуса. Деревянный или металлический, порядка двух метров высотой, с контрольной панелью чуть выше уровня пояса и дисплеем, расположенным перпендикулярно к ней на уровне глаз.
Устройства управления — это, как правило, джойстики (два джойстика у игр, где возможно участие двух игроков), различные кнопки для выстрела и прочих игровых действий, а также кнопки входа в игру (у каждого игрока своя). Иногда вместо джойстиков используются трекболы.
Если игровой автомат представляет гоночную игру, то вместо джойстика может использоваться рулевое колесо и другие характерные для автомобиля устройства управления (например, педали). В играх на меткость могут использоваться световые пистолеты, соединённые с автоматом кабелями, либо зафиксированные джойстики в форме оружия и спусковым крючком на конце (Zombie Raid и более старые аркадные тиры)

### Горизонтальный корпус
Представляет собой низкий прямоугольный стол с устройствами управления, расположенными по противоположным длинным или (реже) коротким сторонам. Монитор располагается горизонтально в центре стола, и два игрока видят его с разных сторон. В играх с передачей управления каждый игрок на своём ходу видит изображение, повёрнутое к нему правильной стороной. Существуют игры для 4 игроков, например, Warlords.
Для ряда игр горизонтальные версии выпускались наряду с вертикальными. Горизонтальные игровые автоматы пользовались популярностью в 1980-х годах из-за относительно малых габаритов и возможности использовать в роли стола (что удобно, например, в барах с ограниченным пространством).

### Сидячий корпус
Обычно выполняется из комбинации металла и цветного пластика, имеет крупный дисплей при сравнительно небольшой высоте самого автомата. Как правило, такие корпуса легче вертикальных и проще в обслуживании. Игрок располагается на стуле перед автоматом. Автоматы такого типа наиболее распространены в японских игровых клубах.

### Deluxe-корпус
Используется для игр, подразумевающих длительное использования одним игроком, как правило, гоночных или лётных симуляторов. Устройства управления при этом соответствуют оборудованию в кабине соответствующего транспортного средства. Сиденье для игрока является частью самого автомата и может двигаться и вибрировать в зависимости от игровой ситуации для полного погружения.

### Корпус-кабина
Корпус-кабина (cockpit/environmental cabinet) близок к deluxe-корпусу. Игрок располагается внутри игрового автомата. Примерами игр в таком корпусе являются Star Wars, Sinistar, Discs of Tron.

### Мини-корпуса
Мини-корпуса (mini, cabaret) — это уменьшенные версии вертикальных корпусов, с меньшим дисплеем. Их достоинства — экономия места в помещении и удобство в использовании детьми.

## Особенности реализации игр
Игровые автоматы предполагаются окупаемыми для их владельца, для чего требуется привлечение игроков. Кроме оформления корпуса, этому способствуют различные ролики (в том числе фрагменты игры), прокручиваемые на экране автомата в то время, пока на нём никто не играет. Кроме того, владельцу желательно настроить уровень сложности игры в соответствии с мастерством посетителей, и в ряде автоматов предусмотрены соответствующие настройки.
Игры для аркадных автоматов обычно просты в освоении, что может привлечь начинающих игроков. Чтобы игрок не занимал автомат несправедливо долго, в игровых меню (в том числе в подсказке по игре и даже в режиме ввода имени победителя) действует ограничение по времени. С другой стороны, у игрока есть возможность играть столько раз, сколько он оплатил — например, одна игровая «жизнь» (попытка) соответствует одной монете.

## Самодельные игровые автоматы
Некоторые энтузиасты самостоятельно собирают игровые автоматы на основе обычных IBM PC-совместимых компьютеров, запуская на них эмуляторы старых игр, такие как MAME. В этом случае в одном автомате может быть реализовано много разных игр.

## Игровые автоматы сегодня
С появлением высокопроизводительных домашних компьютеров игровые автоматы изменились. В игровых автоматах исчезли жанры, в которые можно играть и дома, вследствие чего спрос снизился. Отличительной чертой автоматов стали многопользовательская игра и недоступное рядовому пользователю оборудование (например, тир). Помимо чисто «автоматных» игр (пинбол, аэрохоккей, кикер), наиболее популярны два жанра: автосимулятор и рельсовый шутер.
В двухтысячных начали набирать популярность танцевальные автоматы на основе серии игры Dance Dance Revolution. Также существуют аркады-музеи, в которых можно поиграть на аркадных автоматах 1980-х и 1990-х годов в наше время.